# باول همفريز
باول همفريز (10 أكتوبر 1965 في المملكة المتحدة - )  (بالإنجليزية: Paul Humphries)‏ هو لاعب كريكت بريطاني. لعب مع Herefordshire County Cricket Club ‏ ونادي مقاطعة ستافوردشاير للكريكت ‏.

## وصلات خارجية
- باول همفريز على موقع إي آس بي آن كريك إنفو (الإنجليزية)